# Bebé
Tiago Manuel Dias Correia, född 12 juli 1990 i Agualva-Cacém, Portugal, mer känd under smeknamnet Bebé, är en kapverdiansk fotbollsspelare som spelar för Rayo Vallecano i La Liga. Han spelar även för Kap Verdes landslag.

## Klubbkarriär
Den 10 juni 2011 lånades Bebé ut till den turkiska klubben Beşiktaş på ett ettårsavtal.